# 一锑化二铯
一锑化二铯是一种无机化合物，化学式为Cs4Sb2，或写作Cs2Sb。它可由铯和锑在高温反应制得。它是正交晶系晶体，空间群Pnma，a=1598.5，b=631.9，c=1099.5 pm，分子中含有Sb24−。